# Ennery (Moselle)

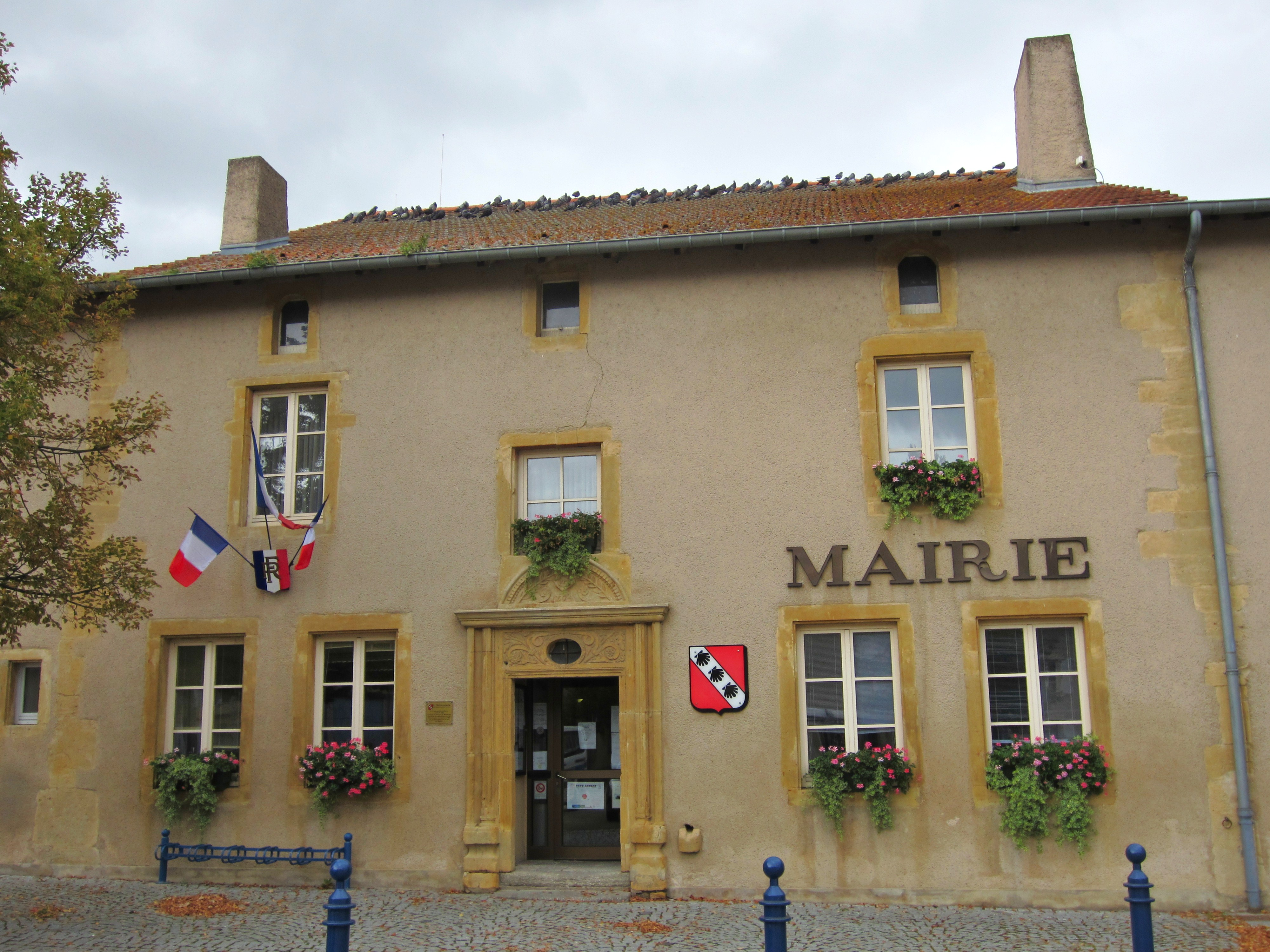
Rathaus (Mairie)

Ennery (deutsch Ennerchen, 1940–1944 Hochschloß, lothringisch Enerchen bzw. Ennerschen) ist eine französische Gemeinde mit 2313 Einwohnern (Stand 1. Januar 2022) im Département Moselle in der Region Grand Est (bis 2015 Lothringen). Sie gehört zum Arrondissement Metz.

## Geographie
Die Gemeinde Ennery liegt in Lothringen, an der rechten Seite der Mosel,  14 Kilometer nördlich von Metz und sechs Kilometer nordwestlich von Vigy, etwa auf halbem Weg zwischen Metz und Thionville (Diedenhofen), auf einer Höhe zwischen 154 und 228 m über dem Meeresspiegel. Das Gemeindegebiet umfasst 7,33 km². Nördlich und westlich des Ortes liegen ausgedehnte Gewerbegebiete.

## Geschichte
Erstmals erwähnt wurde der Ort 898 als Hunneriaca villa. Der Ritterorden der Templer errichtete in Ennery ein Schloss. Der Ort gehörte im Mittelalter zum Bistum Metz; es war 1172 von Metzer Bischof erworben worden. Ennery lag im Mittelalter noch auf der deutschen Seite der deutsch-französischen Sprachgrenze, die sich später weiter nach Norden verschob (für 1067 ist die deutsche Namensform Umrich belegt). Es ist unklar, wann der Sprachwechsel zum Französischen einsetzte. Im 16. Jahrhundert war Ennery jedenfalls noch deutschsprachig; Gerichtsakten von 1572 wurden in deutscher Sprache verfasst.
Durch den Frankfurter Frieden vom 10. Mai 1871 kam die Region an das deutsche Reichsland Elsaß-Lothringen, und das Dorf wurde dem Landkreis Metz im Bezirk Lothringen zugeordnet. Die Dorfbewohner betrieben Getreide-, Obst- und Gemüsebau.
Nach dem Ersten Weltkrieg musste die Region aufgrund der Bestimmungen des Versailler Vertrags 1919 an Frankreich abgetreten werden. Im Zweiten Weltkrieg war die Region von der deutschen Wehrmacht besetzt.

### Demographie
| Anzahl Einwohner seit Ende des Zweiten Weltkriegs | Anzahl Einwohner seit Ende des Zweiten Weltkriegs | Anzahl Einwohner seit Ende des Zweiten Weltkriegs | Anzahl Einwohner seit Ende des Zweiten Weltkriegs | Anzahl Einwohner seit Ende des Zweiten Weltkriegs | Anzahl Einwohner seit Ende des Zweiten Weltkriegs | Anzahl Einwohner seit Ende des Zweiten Weltkriegs | Anzahl Einwohner seit Ende des Zweiten Weltkriegs | Anzahl Einwohner seit Ende des Zweiten Weltkriegs |
| Jahr                                              | 1962                                              | 1968                                              | 1975                                              | 1982                                              | 1990                                              | 1999                                              | 2010                                              | 2019                                              |
| ------------------------------------------------- | ------------------------------------------------- | ------------------------------------------------- | ------------------------------------------------- | ------------------------------------------------- | ------------------------------------------------- | ------------------------------------------------- | ------------------------------------------------- | ------------------------------------------------- |
| Einwohner                                         | 380                                               | 637                                               | 1325                                              | 1656                                              | 1743                                              | 1758                                              | 1715                                              | 2157                                              |

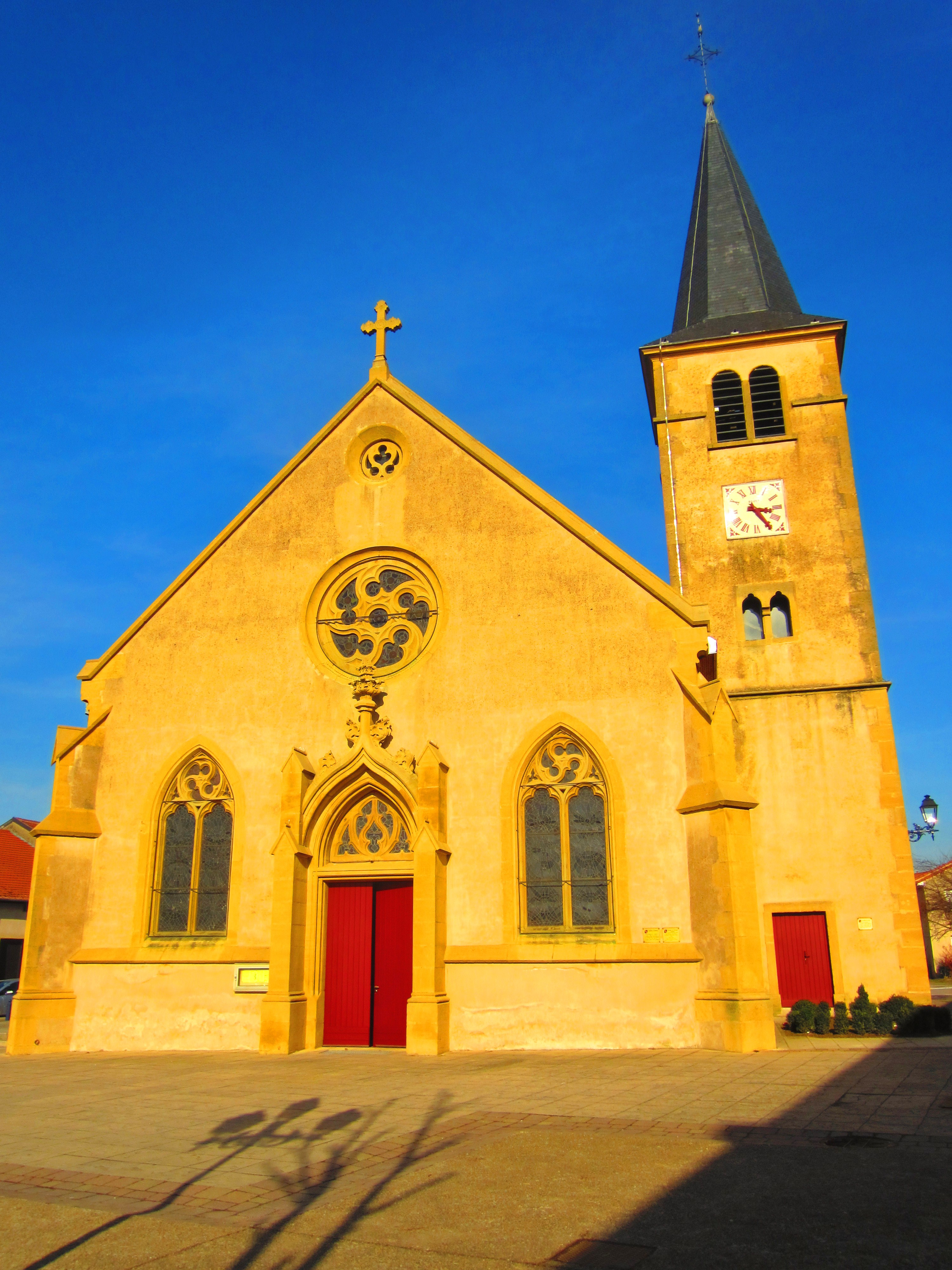
Kirche St. Marcel
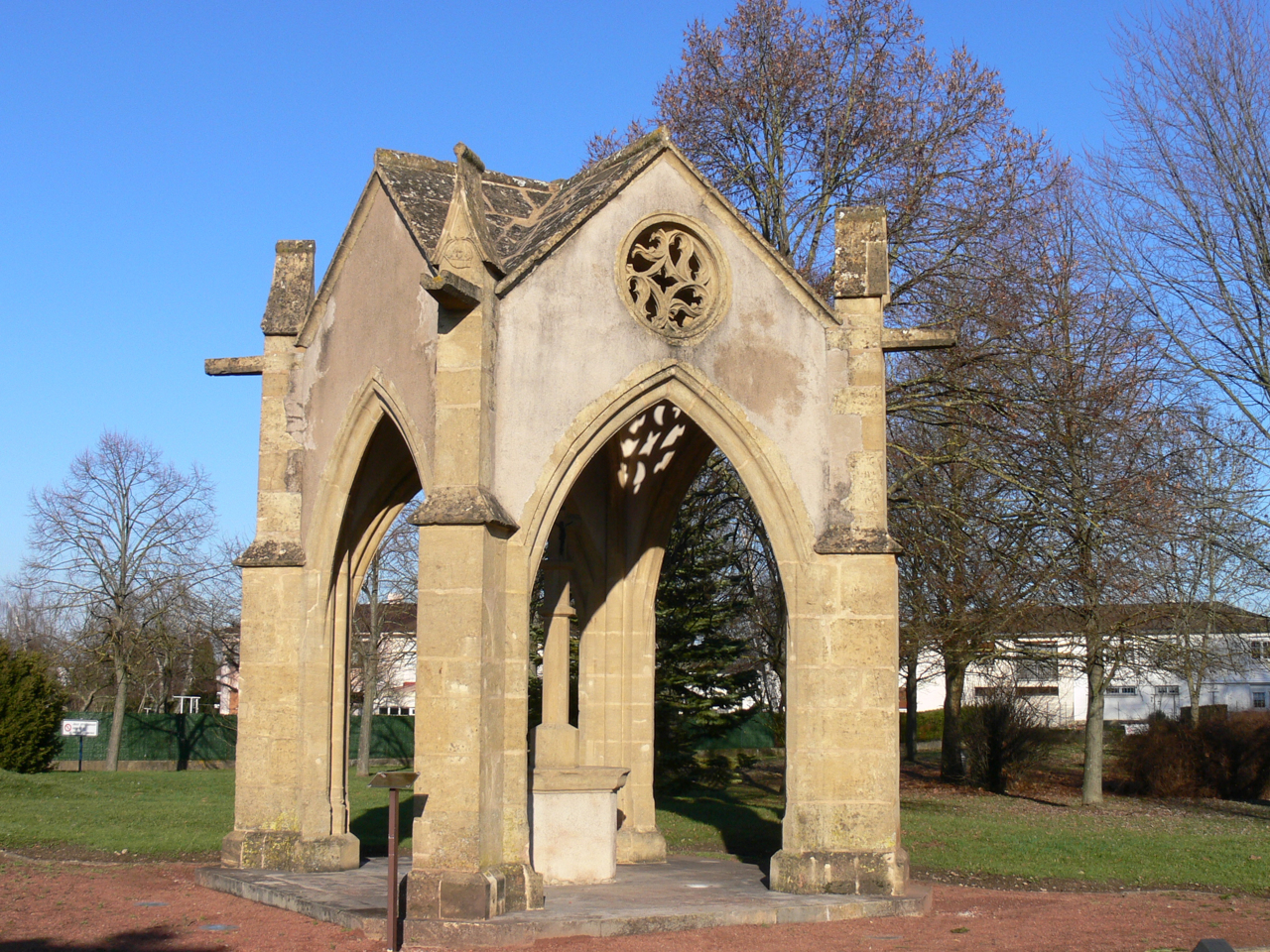
Gotisches Wegkreuz La belle Croix an der Kreuzung der Straßen von Metz nach Thionville (Diedenhofen) und von Ennery nach Hauconcourt, gestiftet 1462 von den Schlossbesitzern